# Малта на Европском првенству у атлетици у дворани 2011.
Малта је учествовала на 31. Европском првенству у дворани 2011 одржаном у Паризу, Француска, од 4 до 6. марта. Ово је било осмо Европско првенство у дворани од 1996. године када је Матла први пут учествовала.
Репрезентацију Малте представљала је једна такмичарка која се такмичила у трци на 60 метара.
На овом првенству представница Малте није освојила медаљу, нити је постигла неки рекорд.

## Учесници
Жене:
- Дајана Борг — 60 м

## Резултати

### Жене
| Атлетичарка | Дисциплина | Лични рекорд | Квалификације | Квалификације | Полуфинале            | Полуфинале            | Финале                | Финале       | Детаљи |
| Атлетичарка | Дисциплина | Лични рекорд | Резултат      | Место         | Резултат              | Место                 | Резултат              | Место        | Детаљи |
| ----------- | ---------- | ------------ | ------------- | ------------- | --------------------- | --------------------- | --------------------- | ------------ | ------ |
| Дајана Борг | 60 м       | 7,60 НР      | 7,69          | 6. у гр. 2    | Није се квалификовала | Није се квалификовала | Није се квалификовала | 24 / 24 (25) |        |